# باتريك جي. سوليفان
باتريك جي. سوليفان هو سياسي أمريكي، ولد في 12 أكتوبر 1877 في بيتسبرغ في الولايات المتحدة، وتوفي بنفس المكان في 31 ديسمبر 1946. نشط حزبياً في الحزب الجمهوري. وقد انتخب عضو مجلس النواب الأمريكي ‏.